# Reggenza di Polewali Mandar
La reggenza di Polewali Mandar (in indonesiano: Kabupaten Polewali Mandar) è una reggenza dell'Indonesia, situata nella provincia di Sulawesi Occidentale.